# 스트롱거
《스트롱거》(영어: Stronger)는 2017년 개봉한 미국의 전기 드라마 영화이다. 데이비드 고든 그린이 감독을, 존 펄로노가 각본을 맡았다. 2013년 보스턴 마라톤 폭탄 테러로 다리를 잃은 제프 보먼의 실화에 바탕하였다. 2017년 9월 8일 제42회 토론토 국제 영화제에서 전 세계 최초로 상영되었다.

## 출연진
- 제이크 질런홀 - 제프 보먼 역
- 타티아나 마슬라니 - 에린 헐리 역
- 미란다 리처드슨 - 패티 보먼 역
- 클랜시 브라운 - 제프 “빅 제프” 보먼 시니어 역
- 칼로스 샌즈 - 카를로스 아레돈도 역
- 프랭키 쇼 - 게일 헐리 역
- 대니 매카시 - 케빈 역
- 레니 클라크 - 밥 삼촌 역
- 리처드 레인 주니어 - 설리 역
- 제시카 런디 - FBI 요원 세라 역
- 패티 오닐 - 젠 아줌마 역
- 매기 캐슬

## 기타 제작진
- 총괄 제작: 리바 마커